# Villarreal Club de Fútbol 2016-2017
Questa voce raccoglie le informazioni riguardanti il Villarreal Club de Fútbol nelle competizioni ufficiali della stagione 2016-2017.

## Maglie e sponsor
| Casa | Trasferta | Terza divisa |

## Stagione

### Campionato
Il Villarreal ha chiuso il campionato al quinto posto con 67 punti, frutto di 19 vittorie, 10 pareggi e 9 sconfitte. Con questo piazzamento la squadra si è classificata per la fase a gironi della Europa League 2017-18.

### Coppa del Re
In Coppa del Re la squadra è arrivata fino agli ottavi di finale, dove è stata eliminata dalla Real Sociedad (3-1 per la Real Sociedad nella gara di andata a San Sebastián, 1-1 al ritorno).

### Champions League
Il cammino in Champions League per il Villareal si è fermato ai play-off, dove è stato eliminato dai francesi del Monaco, vittoriosi sia nella gara di andata in Spagna (1-2), che in quella di ritorno (1-0).

### Europa League
In Europa League il Villareal, inserito nel girone L insieme ai turchi dell'Osmanlispor, agli svizzeri del Zurigo e ai rumeni della Steaua Bucurest, è riuscito a passare il turno come secondo del girone dietro all'Osmanlispor. Nei sedicesimi di finale il club è stato eliminato dagli italiani della Roma (0-4 per la Roma a Villarreal nella gara di andata, 0-1 per il Villarreal nella gara di ritorno a Roma).

## Rosa
In corsivo i calciatori ceduti durante la stagione
| N. |                      | Ruolo | Calciatore          |
| -- | -------------------- | ----- | ------------------- |
| 1  | Spagna (bandiera)    | P     | Sergio Asenjo       |
| 2  | Spagna (bandiera)    | D     | Mario               |
| 3  | Spagna (bandiera)    | D     | José Ángel          |
| 4  | Senegal (bandiera)   | C     | Alfred N'Diaye      |
| 5  | Argentina (bandiera) | D     | Mateo Musacchio     |
| 6  | Spagna (bandiera)    | D     | Víctor Ruiz         |
| 7  | Russia (bandiera)    | C     | Denis Cheryshev     |
| 8  | Messico (bandiera)   | C     | Jonathan dos Santos |
| 9  | Spagna (bandiera)    | A     | Roberto Soldado     |
| 10 | Brasile (bandiera)   | A     | Alexandre Pato      |
| 11 | Spagna (bandiera)    | D     | Jaume Costa         |
| 12 | Spagna (bandiera)    | D     | Álvaro              |
| 13 | Spagna (bandiera)    | P     | Andrés Fernández    |
| 14 | Spagna (bandiera)    | C     | Manu Trigueros      |
| 15 | Spagna (bandiera)    | A     | Adrián              |
| 16 | Spagna (bandiera)    | C     | Rodri               |

| N. |                         | Ruolo | Calciatore               |
| -- | ----------------------- | ----- | ------------------------ |
| 17 | RD del Congo (bandiera) | A     | Cédric Bakambu           |
| 18 | Italia (bandiera)       | A     | Nicola Sansone           |
| 19 | Spagna (bandiera)       | C     | Samu Castillejo          |
| 20 | Italia (bandiera)       | C     | Roberto Soriano          |
| 21 | Spagna (bandiera)       | C     | Bruno Soriano (capitano) |
| 22 | Serbia (bandiera)       | D     | Antonio Rukavina         |
| 23 | Italia (bandiera)       | D     | Daniele Bonera           |
| 24 | Colombia (bandiera)     | A     | Rafael Santos Borré      |
| 25 | Argentina (bandiera)    | P     | Mariano Barbosa          |
| 27 | Spagna (bandiera)       | A     | Aitor Cantalapiedra      |
| 39 | Spagna (bandiera)       | A     | Mario González           |
| 43 | Spagna (bandiera)       | A     | Dani Raba                |
| 47 | Spagna (bandiera)       | D     | Pau Torres               |
| 49 | Argentina (bandiera)    | A     | Leonardo Suárez          |
| 50 | Spagna (bandiera)       | A     | Darío Poveda             |
| 54 | Spagna (bandiera)       | A     | José Carlos Lazo         |

## Risultati

### UEFA Champions League

#### Playoff
| Arbitro: | Felix Brych |

|          |           |                                      |
| Pato 36’ | Marcatori | 3’ (rig.) Fabinho 72’ Bernardo Silva |

| Arbitro: | Jonas Eriksson |

|                      |           |  |
| Fabinho 90+1’ (rig.) | Marcatori |  |

### UEFA Europa League

#### Fase a gironi
| Arbitro: | Sébastien Delferière |

|                              |           |           |
| Pato 28’ J. dos Santos 45+1’ | Marcatori | 2’ Sadiku |

| Arbitro: | Yevhen Aranovsky |

|            |           |          |
| Muniru 19’ | Marcatori | 7’ Borré |

| Arbitro: | Liran Liany |

|                  |           |                      |
| Rusescu 23’, 24’ | Marcatori | 56’ N'Diaye 74’ Pato |

| Arbitro: | Harald Lechner |

|           |           |                     |
| Rodri 48’ | Marcatori | 8’ Webó 75’ Rusescu |

| Arbitro: | Davide Massa |

|                      |           |             |
| Rodríguez 87’ (rig.) | Marcatori | 14’ Soriano |

| Arbitro: | Manuel Gräfe |

|                              |           |           |
| N. Sansone 16’ Trigueros 88’ | Marcatori | 55’ Achim |

#### Fase ad eliminazione diretta
| Arbitro: | Danny Makkelie |

|  |           |                                    |
|  | Marcatori | 32’ Emerson P. 65’, 79’, 86’ Džeko |

| Arbitro: | Felix Zwayer |

|  |           |           |
|  | Marcatori | 15’ Borré |

## Statistiche

### Statistiche di squadra
| Competizione     | Punti | In casa | In casa | In casa | In casa | In casa | In casa | In trasferta | In trasferta | In trasferta | In trasferta | In trasferta | In trasferta | Totale | Totale | Totale | Totale | Totale | Totale | DR  |
| Competizione     | Punti | G       | V       | N       | P       | Gf      | Gs      | G            | V            | N            | P            | Gf           | Gs           | G      | V      | N      | P      | Gf     | Gs     | DR  |
| ---------------- | ----- | ------- | ------- | ------- | ------- | ------- | ------- | ------------ | ------------ | ------------ | ------------ | ------------ | ------------ | ------ | ------ | ------ | ------ | ------ | ------ | --- |
| Primera División | 66    | 19      | 11      | 4       | 4       | 35      | 18      | 19           | 8            | 6            | 5            | 22           | 15           | 38     | 19     | 10     | 9      | 57     | 33     | +24 |
| Coppa del Re     | -     | 2       | 0       | 2       | 0       | 2       | 2       | 2            | 1            | 0            | 1            | 4            | 3            | 4      | 1      | 2      | 1      | 6      | 5      | +1  |
| Champions League | -     | 1       | 0       | 0       | 1       | 1       | 2       | 1            | 0            | 0            | 1            | 0            | 1            | 2      | 0      | 0      | 2      | 1      | 3      | -2  |
| Europa League    | -     | 4       | 2       | 0       | 2       | 5       | 8       | 4            | 1            | 3            | 0            | 5            | 4            | 8      | 3      | 3      | 2      | 10     | 12     | -2  |
| Totale           | -     | 26      | 13      | 6       | 7       | 43      | 30      | 26           | 10           | 9            | 7            | 31           | 23           | 52     | 23     | 15     | 14     | 74     | 53     | +21 |